# انهايبين

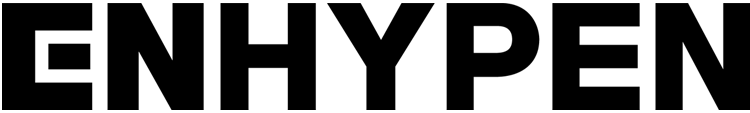
الشعار الرسمي ل انهايبين

إنهايبن (هانغل: 엔하이픈 ، الإنجليزية: ENHYPEN ، اليابانية: エ ン ハ イ プ ン) وتختصر -EN، هم فرقة فتيان من كوريا الجنوبية شكلتها شركة بيلفت لاب (Belift Lab) وهي مشروع مشترك بين شركتي الترفيه سي جاي إي أند إم وبيغ هيت إنترتينمنت تشكلت المجموعة خلال مسابقة البقاء على قيد الحياة لعام 2020 I-Land ، وتتألف المجموعة من 7 أعضاء: Heeseung و Jay و Jake و Sunghoon و Sunoo و Jungwon و Ni-ki.
ظهرت الفرقة لأول مره في 30 نوفمبر(تشيرين الثاني) 2020 بأغنية ترسيمهم (Given-Taken)

## الأسم
تم تقديم اسم المجموعة Enhypen من خلال البث المباشر للحلقة الأخيرة من I-Land. وفقًا لأصل الكلمة ، يشتق Enhypen اسمه من الرمز Hyphen (-) ، مما يخلق معاني جديدة بما في ذلك "الاتصال والاكتشاف والنموعلى غرار كيفية ربط الواصلة بين الكلمات المختلفة لاكتشاف معاني جديدة ، يهدف Enhypen إلى "الاجتماع معًا للتواصل والاكتشاف والنمو معًا لإنشاء فعل جديد

## تاريخ
ما قبل الترسيم: آي لاند
في مارس 2019 ، تم تأسيس Belift Lab بالاشتراك مع وكالات الترفيه الكورية الجنوبية سي جاي إي أند إم وبيغ هيت أنترتينمنت، مع خطط لإنشاء فرقة جديدة في عام 2020بدأت الاختبارات في نفس الشهر في سيول والولايات المتحدة وتايوان واليابان ، للمتدربين الذكور المولودين بين عامي 1997 و 2008 في 8 مايو 2020 ، أعلنت قناة إمنت التلفزيونية عن سلسلة مسابقة البقاء على قيد الحياة "I-Land" ، وهو مشروع مشترك بين الشركتين "يتبع عملية ولادة فنانين K-pop من الجيل القادم.
تم تشكيل Enhypen من خلال I-Land ، ويضم 23 متدربًا من الذكور ، بعضهم كان من اختبارات Belift ، بينما تم نقل آخرين من بيغ هيت إنترتينمت ، وكانوا جميعًا يتدربون تحت Belift Lab. تم بث البرنامج أسبوعيًا على قناة إمنت التلفزيونية في الفترة من 26 يونيو إلى 18 سبتمبر 2020 ، وتم توزيعه دوليًا عبر قناة بيغ هيت إنترتينمت على يوتيوب. تم تقسيم العرض إلى قسمين. وصل 12 متسابقًا من الجزء الأول إلى الجزء الثاني من السلسلة. في الحلقة الأخيرة من العرض ، تم اختيار سبعة أعضاء من بين المتسابقين التسعة النهائيين ، حيث تم اختيار ستة أعضاء حسب التصنيف العالمي والعضو الأخير من اختيار المنتج.تم الإعلان عن التشكيلة الأولى للمجموعة المكونة من سبعة أعضاء ، Heeseung و Jay و Jake و Sunghoon و Sunoo و Jungwon و Ni-ki عبر البث التلفزيوني المباشر للنهاية.
2020 إلى الوقت الحاضر: الظهور الأول مع بوردر: اليوم الأول
في 22 أكتوبر 2020 ، تم نشر مقطع دعائي بعنوان "Choose-Chosen" على قناة Enhypen على يوتيوب ، للإعلان عن ظهور الفرقة لأول مرة في نوفمبر 2020. تم إصدار المقطع الدعائي الثاني بعنوان "Dusk-Dawn" بعد ثلاثة أيام ، تلاه زوج من لوحات المزاج المفاهيمية في 27 أكتوبر في 28 أكتوبر ، أعلن مختبر Belift أن Enhypen سيطلق مسرحية موسعة لأول مرة ، Border: Day One في 30 نوفمبر في 4 نوفمبر ، أُعلن أن الطلبات المسبقة للألبوم قد تجاوزت 150.000 نسخة في يومين. قبل ترسيمها ، جمعت المجموعة عددًا كبيرًا من المتابعين على منصات التواصل الاجتماعي ، وحصلت على أكثر من مليون متابع في وقت واحد عبر تيك توك وتويتر ويوتيوب وإنستغرام و V Live. بحلول 21 نوفمبر ، تجاوزت الطلبات المسبقة 300,000 نسخة. تم إصدار The EP Border: Day One والأغنية الرئيسية "Given-Taken" في 30 نوفمبر 2020 ، مع عرض حي للترويج لها. في 4 ديسمبر 2020 ، ظهر Enhypen رسميًا لأول مرة على بنك الموسيقى التابع لـ KBS ، حيث قدمت الفرقة أغنية "Given-Taken" ظهر -EN لأول لمرة في المركز الثاني على مخطط ألبوم Gaon في كوريا الجنوبية. بعد أن باعت 318،528 نسخة في يوم واحد وأصبح الألبوم الأكثر مبيعًا لمجموعة K-pop التي ظهرت لأول مرة في عام 2020. تم رسمها أيضًا في المرتبة الثانية على مخطط ألبومات أوريكون ، مع بيع أكثر من 71000 نسخة في اليابان. في غضون أسبوعين من ترسيمها ، فازت الفرقة بجائزة "Next Leader" في حفل توزيع جوائز The Fact Music Awards لعام 2020. في فبراير 2021 ، بوردر: حصل اليوم الأول على الشهادة البلاتينية من الجمعية الكورية للمحتوى الموسيقي (KMCA) لمنح المجموعة أول شهادة لها في الدولة.

## الأعضاء
- هيسونق (الإنجليزية:Heeseung ، هانغل:희승) [8]
- جاي (الإنجليزية: Jay ، هانغل:제이) [8]
- جايك (الإنجليزية: Jake ، هانغل:제이크) [8]
- سونقهون (الإنجليزية: Sunghoon ، هانغل:성훈) [8]
- سونوو (الإنجليزية: Sunoo ، هانغل:선우) [8]
- جونقوون (الإنجليزية: Jungwon ، هانغل:정원) [8]

- نيكي (الإنجليزية: Ni-ki ، هانغل:니키) [8]

## ديسكغرفي
| عنوان           | تفاصيل                                                             | مراكز الرسم البياني الذروة | مراكز الرسم البياني الذروة | مراكز الرسم البياني الذروة | مراكز الرسم البياني الذروة | مراكز الرسم البياني الذروة | مراكز الرسم البياني الذروة | مراكز الرسم البياني الذروة | مراكز الرسم البياني الذروة | المبيعات                                            | الشهادات      |
| --------------- | ------------------------------------------------------------------ | -------------------------- | -------------------------- | -------------------------- | -------------------------- | -------------------------- | -------------------------- | -------------------------- | -------------------------- | --------------------------------------------------- | ------------- |
| Border: Day One | - تاريخ الصدور: 30 نوفمبر 2020 - التنسيقات: قرص مضغوط ، تنزيل رقمي | KOR                        | BEL                        | GER                        | HUN                        | JPN                        | JPN HOT                    | SWI                        | US WORLD                   | - كوريا: 404,568 - اليابان:100,739 - اليابان: 1,290 | KMCA: بلاتيني |
| Border: Day One | - تاريخ الصدور: 30 نوفمبر 2020 - التنسيقات: قرص مضغوط ، تنزيل رقمي | 2                          | 73                         | 95                         | 29                         | 2                          | 2                          | 99                         | 14                         | - كوريا: 404,568 - اليابان:100,739 - اليابان: 1,290 | KMCA: بلاتيني |

| العنوان       | السنة | مراكز الرسم البياني الذرزة | مراكز الرسم البياني الذرزة | مراكز الرسم البياني الذرزة | البوم           |
| ------------- | ----- | -------------------------- | -------------------------- | -------------------------- | --------------- |
| "Given-Taken" | 2020  | KOR                        | JPN HOT                    | US WORLD                   | Border: Day One |
| "Given-Taken" | 2020  | ___                        | 45                         | 13                         | Border: Day One |

## فيلموغرافيا
التلفاز
| سنة  | الأسم      | الشبكة         | ملاحظة                                                              | المراجع             |
| ---- | ---------- | -------------- | ------------------------------------------------------------------- | ------------------- |
| 2020 | I-Land     | إمنت           | سي جاي إي أند إم وبيغ هيت إنترتينمنت عرض البقاء على الحياة ،حلقة 12 | [ 12 ] [ 9 ] [ 29 ] |
| 2021 | Playground | جاي تي بي سي 2 | عرض متنوع خاص بالعام القمري الجديد.                                 | [ 52 ]              |

عروض على الإنترنت
| سنة  | العنوان      | شبكة الاتصال | ملاحظات                                    | مراجع         |
| ---- | ------------ | ------------ | ------------------------------------------ | ------------- |
| 2020 | Enhypen & Hi | يوتيوب       | برنامج الواقع المعتمد على انهايبين 4 حلقات | [ 53 ] [ 54 ] |